# Dariusz Tokarzewski
Dariusz Tokarzewski (ur. 6 maja 1960 w Zamościu) – polski piosenkarz i kompozytor, członek zespołu Vox.

## Życiorys
Przyszedł na świat jako syn Jana Tokarzewskiego i Zofii z domu Kiciak. Jego ojciec pochodził ze wsi Borów pod Krasnymstawem i z zawodu był nauczycielem, zaś matka pracowała w Przedsiębiorstwie Geodezyjno-Kartograficznym gdzie pełniła funkcję kierownika składnicy dokumentów. 
Kształcił się w Średniej Szkole Muzycznej w Lublinie. Tytuł magistra uzyskał studiując w Instytucie Wychowania Artystycznego Uniwersytetu Marii Curie-Skłodowskiej w Lublinie. W okresie studiów związany był z zespołem „Za sto dziesięć”. Jako muzyk grał na wiolonczeli we Włościańskiej Orkiestrze Symfonicznej w Zamościu oraz w Teatrze Muzycznym w Lublinie. Pracował również jako kierownik muzyczny w Teatrze Lalki i Aktora w Lublinie oraz w Agencji Artystycznej „Estrada” w Lublinie. 
W 1987 dołączył do zespołu Vox w miejsce Ryszarda Rynkowskiego. Z grupą koncertował między innymi w NRD, RFN, USA, Kanadzie i Australii, a także dokonał nagrań fonograficznych, których efektem były taki albumy jak VOX, Sing, Sing, Sing z orkiestrą Gustawa Broma, Cudowna podróż, Moda i miłość czy Najpiękniejsze kolędy polskie.
W 2014 świętował 35-lecie pracy artystycznej i został odznaczony przez ministra kultury i dziedzictwa narodowego – Odznaką honorową „Zasłużony dla Kultury Polskiej”. 
Jako nauczyciel muzyki pracował między innymi w Szkole Podstawowej nr 3 w Świdniku. Był radnym V kadencji rady powiatu świdnickiego. W wyborach samorządowych w 2018 ponownie został wybrany radnym VI kadencji (2018–2023). 

## Rodzina
W trakcie studiów poznał swoją przyszłą żonę – Mariolę. Ma dwie córki; Katarzynę i Agnieszkę. 